# Władca Paryża
Władca Paryża (fr. L'Empereur de Paris) - to francuski film historyczny z 2018 roku w reżyserii Jeana-François Richeta. 
Historia opowiada o przygodach Vidocqa w Cesarskim Paryżu.

## Krótki opis fabuły
Po kolejnej ucieczce z więzienia François Vidocq podejmuje współpracę z paryską policją, by otrzymać ułaskawienie.

## Fabuła
W 1805 roku Eugène-François Vidocq, legenda paryskich nizin za wielokrotne ucieczki, został ponownie uwięziony w pływającej kolonii karnej. Znika na lata po kolejnej ucieczce, po czym pojawia się ponownie pod postacią handlarza suknem.
Wkrótce zostaje uwikłany w przeszłość, zostaje oskarżony przez dwóch bandytów o przestępstwo, którego, jak twierdzi, nie popełnił i zostaje aresztowany przez policję.
Był to początek długiej walki, podczas której swoją wiedzę o środowisku oddał na służbę paryskiej „brygady bezpieczeństwa” z niewielką grupą wyjętych spod prawa i osób zepchniętych na margines, których rolą była infiltracja przestępczości zorganizowanej.
Ze względu na swoje wyjątkowe wyniki ściągnął na siebie gniew zarówno klasycznych policjantów, jak i półświatka, którzy wycenili jego głowę.
Na tle rozliczeń, metafora stosunków społecznych zakłóconych przez Rewolucję i trudną stabilizację Cesarstwa Napoleońskiego.

## Obsada
- Vincent Cassel jako Eugène-François Vidocq[2]
- Freya Mavor jako Annette
- August Diehl jako Nathanaël de Wenger
- Patrick Chesnais jako Henry
- Olga Kurylenko jako baronowa Roxane de Giverny
- James Thierrée jako książę Neufchâteau
- Denis Ménochet jako Dubillard
- Fabrice Luchini jako Joseph Fouché
- Nemo Schiffman jako Charles
- Fayçal Safi jako Mehmet
- Antoine Basler jako Perrin
- Jérôme Pouly jako Courtaux
- Denis Lavant jako Maillard
- Mark Schneider jako Napoleon I Bonaparte
- Jean-François Richet jako Marszałek Michel Ney
- Thierry Nenez jako stary mężczyzna
- Vincent Schmitt jako pracownik kostnicy
- Maxime Lefrançois jako Farge
- Frédéric Fix jako Pélissier
- Hervé Masquelier jako Favre